# 徳島仏壇
徳島仏壇（とくしまぶつだん）とは、徳島県徳島市で生産される唐木仏壇のこと。

## 起源・歴史
1925年（大正14年）、当時日本最大の仏壇仏具問屋であった名古屋の岡谷鋼機仏具部が、徳島のフジモトに仏壇を発注し、1本を満州に輸出している。徳島は元来家具・鏡台の一大産地であり、仏壇の材料には事欠かず、木工技術の基盤もある。そこから仏壇産地としての立ち上がりが早かったとみられる。
徳島はもともと大阪との交流が密接であった。大阪の唐木仏壇技術が徳島に伝わり、徳島仏壇の発展の基礎となった。大阪は第二次世界大戦の戦火に見舞われたが、戦後の復興と共に大阪市場では大量の仏壇を必要としていたことから、徳島での生産が拡大、大産地となった。
徳島メーカーの技術は高く、高級品を中心として製作されている。また、近年では流通産地としての機能も高まっている。